# Сасово
Сасово (рус. Сасово) град је у Русији у Рјазањској области.

## Становништво
| 1939.  | 1959.  | 1970.  | 1979.  | 1989.  | 2002.  | 2010.  |
| ------ | ------ | ------ | ------ | ------ | ------ | ------ |
| 17.099 | 20.735 | 27.228 | 30.180 | 35.875 | 30.736 | 28.118 |